# Đại ngộ triệt để
Đại ngộ triệt để (大悟徹底), là một cụm từ chỉ trạng thái tu tập được dùng trong Thiền tông Phật giáo và cũng được gọi là "đốn ngộ".
Đại ngộ triệt để chỉ trạng thái ngộ đạo tận cùng, đối lập với các trạng thái ngộ đạo chỉ xảy ra trong một khoảnh khắc hoặc trong một giai đoạn thời gian giới hạn, còn gọi là tiểu ngộ.
Theo thiền sư Đạo Nguyên Hi Huyền viết trong bộ Thiền luận Chính pháp nhãn tạng (Shōbōgenzō, 正法眼蔵?, bản dịch tiếng Anh "Treasury of the True Dharma Eye") một khi các thiền nhân đạt tới trạng thái đại ngộ sẽ vượt lên trên cả sự phân biệt giữa trạng thái ngộ và chưa ngộ. Nó là sự giải thoát hoàn toàn các ý niệm, các ràng buộc hiện tại, nó cũng là sự giải thoát triệt để.